# Gmina Wierzchosławice
Gmina Wierzchosławice obec v okrese Tarnów v polském Malopolském vojvodství. Hlavním sídlem jsou Wierzchosławice. V roce 2008 měla obec podle průzkumu 10 566 obyvatel.